# Süpplingen
Süpplingen er en kommune i den centrale del af Landkreis Helmstedt, i den sydøstlige del af den tyske delstat Niedersachsen. Den har en befolkning på knap 1700 mennesker (2012), og er administrationsby i amtet (Samtgemeinde) Nord-Elm.
Kommunen ligger ved floden Schunter, omkring 6 km vest for landkreisens administrationsby Helmstedt og ved Bundesstraße 1.